# Liste der Hochhäuser in New Hampshire
In der Liste der Hochhäuser in New Hampshire werden die Hochhäuser im US-Bundesstaat New Hampshire ab einer strukturellen Höhe von 30 Metern aufgezählt. Das bedeutet die Höhe bis zum höchsten Punkt des Gebäudes ohne Antenne. Aufgezählt werden nur fertiggestellte und im Bau befindliche Gebäude.

## Auflistung der Hochhäuser nach Höhe
| Nr. | Name                             | Stadt      | Höhe   | Etagen | Baujahr | Status |
| --- | -------------------------------- | ---------- | ------ | ------ | ------- | ------ |
| 1.  | City Hall Plaza                  | Manchester | 83,3 m | 20     | 1992    | Erbaut |
| 2.  | Brady Sullivan Plaza             | Manchester | 78,9 m | 20     | 1973    | Erbaut |
| 3.  | Wall Street Tower Apartments     | Manchester | 62,6 m | 18     |         | Erbaut |
| 4.  | Brady Sullivan Tower             | Manchester | 54,9 m | 14     | 1970    | Erbaut |
| 5.  | New Hampshire State House        | Concord    | 45,7 m | 3      | 1819    | Erbaut |
| 6.  | Reverend Raymond Burns High-Rise | Manchester | 45,2 m | 13     |         | Erbaut |
| 7.  | Radisson Hotel Manchester        | Manchester | 43,7 m | 12     | 1983    | Erbaut |
| 8.  | Carpenter Center                 | Manchester | 41,7 m | 12     | 1923    | Erbaut |
| 9.  | Citizens Bank Building           | Manchester | 40 m   | 10     | 1914    | Erbaut |
| 10. | Pariseau High-Rise               | Manchester | 38,3 m | 11     | 1973    | Erbaut |
| 11. | Hampshire Tower                  | Manchester | 34,8 m | 10     |         | Erbaut |
| 12. | Concord City Hall                | Concord    | 33,1 m | 3      | 1902    | Erbaut |
| =   | Kennedy Apartments               | Concord    | 33,1 m | 10     |         | Erbaut |
| =   | Williamson Hall                  | Durham     | 33,1 m | 10     | 1972    | Erbaut |
| =   | Christensen Hall                 | Durham     | 33,1 m | 10     | 1970    | Erbaut |
| 16. | Residences at Manchester Place   | Manchester | 31,3 m | 9      | 2005    | Erbaut |
| =   | O’Malley High-Rise               | Manchester | 31,3 m | 9      |         | Erbaut |
| 18. | Concord Hospital                 | Concord    | 30,3 m | 7      |         | Erbaut |